# حزب المفكرين المعاصرين لإيران الإسلامية
حزب المفكرين المعاصرين لإيران الإسلامية (بالفارسية: حزب نواندیشان ایران اسلامی) هو حزب سياسي محافظ في إيران. وقد شارك في تأسيسه عام 2006 أمير محبيان وغلام حسين محمدي والنائبان أبو الفضل كالهور وحسين نوشافادي. 
ويعتبر حزبا حداثيا ومعتدلا داعما للعدالة الاجتماعية والحرية الاجتماعية. دعا الحزب إلى السياسات المناصرة للفقراء والحوار مع النخبة السياسية. 
وفقًا لسيمون تيسدال، فهو حزب يميني تقليدي. 